# سوفوك الغربية (دائرة انتخابية في المملكة المتحدة)
سوفوك الغربية (بالإنجليزية: West Suffolk)‏ هي إحدى الدوائر الانتخابية في المملكة المتحدة الممثلة في مجلس العموم في برلمان المملكة المتحدة.
عضو البرلمان الذي يمثلها حالياً هو :Mr Richard Spring (Con).